# Ізембарт (граф Отена)
Ізембарт (*Isembart  бл. 820 — бл. 881) — граф Отенський, граф Барселони у 850—852 роках (разом з Алераном I Труаським).

## Життєпис
Син Гверіна II, маркіза Бургундського. Про молоді роки немає відомостей. Був прихильником короля Карла II Лисого. У 849 році брав участь у поході військ останнього проти Піпіна II, короля Аквітанії.
Того ж року на асамблеї в Нарбонні Карл Лисий доручив Ізембарту разом з Алераном, графом Труа, підпорядкувати території, що підтримували Піпіна II Аквітанського й належали Вільгельму Септиманському.
Успішно провівши кампанію проти Вільгельма, Ізембарт разом з Алераном у 850 році захопив графства Барселона, Руссільон і Ампуріас. Вони разом правили Барселоною до 852 року, коли під час облоги міста арабами Алеран загинув. Ізембарт деякий час правив Барселоною самостійно, але незабаром Карл Лисий передав графство Одальріку, а Ізембарт повернувся в Бургундію.
У 853 році після смерті батька він успадкував верхньобургундські графства Отен, Шалон, Макон і Діжон, а також титул маркіза Бургундії. Невдовзі відібрав в Фулькрада графство Арль в Провансі. У 858 році на соборі в Кверсі разом з іншими приніс клятву вірності Карлу Лисому, за це у нього було відібрано графство Арльське, що разом із Провансом належало на той час сину Лотаря I Карлу Провансальському. У 859 році отримав від короля аллод у Септиманії.
У 864 році призначається королівським інспектором у віконтстві Нарбонн. Втім за правління Людовика III, володаря Західно-Франкського королівства, у Ізембрата вийшов конфлікт з останнім. У 880 році Ізембарт підтримав свого родича — Бозона В'єнського — який намагався відновити королівство Бургундія. Того ж року брав участь у битві при Креш-сюр-Сон, де разом з Бозоном зазнав поразки.
У 881 році вимушений був втекти до норманів, які вдерлися до королівства. Натомість Людовик III конфіскував усі його бургундські володіння, які передав графу Гумфріду. Сам Ізембарт втік до Нейстрії, де приєднався до війська норманів. Ймовірно, брав участь у битві при Сокур-ан-Віме, де нормани зазнали нищівної поразки. Ізембарт загинув у цій битві або трохи згодом.